# Anthracoidea subinclusa
Anthracoidea subinclusa är en svampart som först beskrevs av Friedrich August Körnicke, och fick sitt nu gällande namn av Julius Oscar Brefeld 1895. Anthracoidea subinclusa ingår i släktet Anthracoidea och familjen Anthracoideaceae.   Inga underarter finns listade i Catalogue of Life.